# Discografia de Gorillaz
Esta é a discografia do Gorillaz, uma banda virtual britânica criada em 1998 pelo vocalista e líder do Blur, Damon Albarn em parceria com o cartunista Jamie Hewlett, cocriador da história em quadrinhos Tank Girl. O grupo consiste nos membros animados 2D, Murdoc Niccals, Noodle e Russel Hobbs. Ao todo, a banda já lançou oito álbuns de estúdio, três compilações, três extended plays (EPs), um álbum de remix, quarenta e seis singles e três álbuns de vídeo.

## Álbuns

### Álbuns de estúdio
| Ano                                                                  | Título | Posições nas paradas | Posições nas paradas | Posições nas paradas | Posições nas paradas | Posições nas paradas | Posições nas paradas | Posições nas paradas | Posições nas paradas | Posições nas paradas | Posições nas paradas | Certificações  |
| Ano                                                                  | Título | UK                   | AUS                  | AUT                  | CAN                  | FRA                  | ALE                  | IRL                  | NZ                   | SUI                  | EUA                  | Certificações  |
| -------------------------------------------------------------------- | --- | -------------------- | -------------------- | -------------------- | -------------------- | -------------------- | -------------------- | -------------------- | -------------------- | -------------------- | -------------------- | -------------- |
| 2001                                                                 | Gorillaz - Lançamento: 26 de março de 2001 - Gravadora: Parlophone, Virgin - Formatos: CD, LP, cassete, download digital                                        | 3                    | 17                   | 3                    | 13                   | 7                    | 3                    | 6                    | 2                    | 6                    | 14                   | - SUI: Platina |
| 2005                                                                 | Demon Days - Lançamento: 23 de maio de 2005 - Gravadora: Parlophone, Virgin - Formatos: CD, LP, cassete, download digital                                       | 1                    | 2                    | 3                    | 5                    | 1                    | 2                    | 2                    | 3                    | 1                    | 6                    | - SUI: Ouro    |
| 2010                                                                 | Plastic Beach - Lançamento: 8 de março de 2010 - Gravadora: Parlophone, Virgin - Formatos: CD, LP, download digital                                             | 2                    | 1                    | 1                    | 3                    | 2                    | 3                    | 4                    | 4                    | 2                    | 2                    | - NZ: Platina  |
| 2011                                                                 | The Fall - Lançamento: 25 de dezembro de 2010 (online) 18 de abril de 2011 (versão física) - Gravadora: Parlophone, Virgin - Formatos: CD, LP, download digital | 12                   | 41                   | 33                   | 24                   | 20                   | 43                   | 21                   | —                    | 13                   | 24                   |                |
| 2017                                                                 | Humanz - Lançamento: 28 de abril de 2017 - Gravadora: Parlophone, Warner Bros. - Formatos: CD, LP, download digital                                             | 2                    | 4                    | 1                    | 2                    | 2                    | 3                    | 2                    | 3                    | 1                    | 2                    | - NZ: Ouro     |
| 2018                                                                 | The Now Now - Lançamento: 29 de junho de 2018 - Gravadora: Parlophone, Warner Bros. - Formatos: CD, LP, cassete, download digital                               | 5                    | 4                    | 8                    | 4                    | 6                    | 10                   | 4                    | 9                    | 3                    | 4                    | - UK: Prata    |
| 2020                                                                 | Song Machine, Season One: Strange Timez - Lançamento: 23 de outubro de 2020 - Gravadora: Parlophone - Formatos: CD, LP, cassete, download digital               | 2                    | 5                    | 9                    | 18                   | 19                   | 9                    | 2                    | 5                    | 8                    | 12                   | - UK: Prata    |
| 2023                                                                 | Cracker Island - Lançamento: 24 de fevereiro de 2023 - Gravadora: Parlophone - Formatos: CD, LP, cassete, download digital                                      | 1                    | 2                    | 3                    | 6                    | 3                    | 2                    | 1                    | 1                    | 4                    | 3                    | - UK: Prata    |
| "—" denota uma gravação que não foi mapeada ou lançada naquele país. | |                      |                      |                      |                      |                      |                      |                      |                      |                      |                      |                |

### Compilações
| Ano                                                                          | Título | Posições nas paradas | Posições nas paradas | Posições nas paradas | Posições nas paradas | Posições nas paradas | Posições nas paradas | Posições nas paradas | Posições nas paradas | Posições nas paradas | Posições nas paradas | Certificações |
| Ano                                                                          | Título | UK                   | AUS                  | AUT                  | BEL                  | CAN                  | FRA                  | IRL                  | NZ                   | SUI                  | EUA                  | Certificações |
| ---------------------------------------------------------------------------- | --- | -------------------- | -------------------- | -------------------- | -------------------- | -------------------- | -------------------- | -------------------- | -------------------- | -------------------- | -------------------- | ------------- |
| 2002                                                                         | G-Sides - Lançamento: 26 de fevereiro de 2002 - Gravadora: Parlophone - Formatos: CD, cassete, download digital                    | 65                   | —                    | 24                   | —                    | —                    | —                    | —                    | 28                   | 95                   | 84                   | - UK: Prata   |
| 2007                                                                         | D-Sides - Lançamento: 19 de novembro de 2007 - Gravadora: Parlophone - Formatos: CD, cassete, download digital                     | 63                   | —                    | —                    | —                    | —                    | 102                  | —                    | —                    | 66                   | 71                   |               |
| 2011                                                                         | The Singles Collection 2001–2011 - Lançamento: 28 de novembro de 2011 - Gravadora: Parlophone - Formatos: CD, LP, download digital | 46                   | 85                   | —                    | 54                   | 161                  | 111                  | 21                   | 32                   | —                    | —                    | - NZ: Ouro    |
| "—" denota uma gravação que não foi mapeada ou não foi lançada naquele país. | |                      |                      |                      |                      |                      |                      |                      |                      |                      |                      |               |

### Álbuns de remix
| 2002 | Laika Come Home (com Spacemonkeyz) - Lançamento: 1 de julho de 2002 - Gravadora: Parlophone - Formatos: CD, LP, cassete, download digital | 108 | 118 | 156 |

### Álbuns de vídeo
| Ano  | Título | Certificações |
| ---- | --- | ------------- |
| 2002 | Phase One: Celebrity Take Down - Lançamento: 18 de novembro de 2002 - Gravadora: Parlophone - Formato: DVD |               |
| 2006 | Demon Days Live - Lançamento: 27 de março de 2006 - Gravadora: Parlophone - Formato: DVD                   | - AUS: Ouro   |
| 2006 | Phase Two: Slowboat to Hades - Lançamento: 30 de outubro de 2006 - Gravadora: Parlophone - Formato: DVD    |               |

### Extended plays
| 2000                                                                         | Tomorrow Comes Today - Lançamento: 27 de novembro de 2000 - Gravadora: Parlophone - Formato: CD                | —   |
| 2010                                                                         | iTunes Session - Lançamento: 22 de outubro de 2010 - Gravadora: Parlophone - Formato: Download digital         | 154 |
| 2021                                                                         | Meanwhile EP - Lançamento: 26 de agosto de 2021 - Gravadora: Parlophone - Formato: Download digital, streaming | —   |
| "—" denota uma gravação que não foi mapeada ou não foi lançada naquele país. | |     |

## Singles
| Ano  | Canção                                                | Posições nas paradas | Posições nas paradas | Posições nas paradas | Posições nas paradas | Posições nas paradas | Posições nas paradas | Posições nas paradas | Posições nas paradas | Posições nas paradas | Posições nas paradas | Certificações    | Álbum                                   |
| Ano  | Canção                                                | UK Singles Chart     | AUS                  | BEL                  | ALE                  | IRL                  | ITA                  | HOL                  | NZ                   | SUI                  | EUA                  | Certificações    | Álbum                                   |
| ---- | ----------------------------------------------------- | -------------------- | -------------------- | -------------------- | -------------------- | -------------------- | -------------------- | -------------------- | -------------------- | -------------------- | -------------------- | ---------------- | --------------------------------------- |
| 2001 | "Clint Eastwood" (com Del the Funky Homosapien)       | 4                    | 17                   | 11                   | 2                    | 5                    | 1                    | 26                   | 12                   | 3                    | 57                   | - SUI: Ouro      | Gorillaz                                |
| 2001 | "19-2000"                                             | 6                    | 39                   | 30                   | 29                   | 26                   | 21                   | 42                   | 1                    | 36                   | —                    | - NZ: Ouro       | Gorillaz                                |
| 2001 | "Rock the House" (com Del The Funky Homosapien)       | 18                   | —                    | 67                   | 90                   | —                    | —                    | —                    | —                    | —                    | —                    |                  | Gorillaz                                |
| 2001 | "911" (com D12 e Terry Hall)                          | —                    | —                    | —                    | —                    | —                    | —                    | —                    | —                    | —                    | —                    |                  | Single sem álbum                        |
| 2002 | "Tomorrow Comes Today"                                | 33                   | —                    | —                    | —                    | —                    | —                    | —                    | —                    | —                    | —                    |                  | Gorillaz                                |
| 2002 | "Lil' Dub Chefin'" (com Spacemonkeyz)                 | 73                   | —                    | —                    | —                    | —                    | —                    | —                    | —                    | —                    | —                    |                  | Laika Come Home                         |
| 2005 | "Feel Good Inc." (com De La Soul)                     | 2                    | 3                    | 36                   | 8                    | 4                    | 5                    | 87                   | 2                    | 12                   | 14                   | - NZ: 6× Platina | Demon Days                              |
| 2005 | "DARE" (com Shaun Ryder)                              | 1                    | 11                   | 52                   | 37                   | 7                    | 11                   | 98                   | 5                    | 22                   | 87                   | - NZ: 2× Platina | Demon Days                              |
| 2005 | "Dirty Harry" (com Bootie Brown)                      | 6                    | 15                   | 58                   | 77                   | 19                   | 26                   | 100                  | —                    | 88                   | —                    | - NZ: Platina    | Demon Days                              |
| 2006 | "Kids With Guns" (com Neneh Cherry)/ "El Mañana"      | 27                   | 31                   | —                    | 94                   | 39                   | 33                   | —                    | —                    | —                    | —                    | - NZ: Ouro       | Demon Days                              |
| 2010 | "Stylo" (com Mos Def e Bobby Womack)                  | —                    | 48                   | 25                   | 63                   | —                    | 44                   | 56                   | —                    | 56                   | —                    |                  | Plastic Beach                           |
| 2010 | "Superfast Jellyfish" (com De La Soul)                | —                    | —                    | —                    | —                    | —                    | —                    | —                    | —                    | —                    | —                    |                  | Plastic Beach                           |
| 2010 | "On Melancholy Hill"                                  | 78                   | 94                   | 72                   | —                    | —                    | —                    | —                    | —                    | —                    | —                    | - NZ: Platina    | Plastic Beach                           |
| 2010 | "Rhinestone Eyes"                                     | —                    | —                    | —                    | —                    | —                    | —                    | —                    | —                    | —                    | —                    | - NZ: Ouro       | Plastic Beach                           |
| 2010 | "Doncamatic" (com Daley)                              | 37                   | 60                   | 75                   | —                    | —                    | —                    | 40                   | —                    | —                    | —                    |                  | Single sem álbum                        |
| 2011 | "Revolving Doors"/"Amarillo"                          | —                    | —                    | —                    | —                    | —                    | —                    | —                    | —                    | —                    | —                    |                  | The Fall                                |
| 2012 | "DoYaThing" (com James Murphy e Andre 3000)           | —                    | —                    | —                    | —                    | —                    | —                    | —                    | —                    | —                    | —                    |                  | Single sem álbum                        |
| 2017 | "Saturnz Barz" (com Popcaan)                          | 87                   | —                    | —                    | —                    | 88                   | —                    | —                    | —                    | —                    | —                    |                  | Humanz                                  |
| 2017 | "Andromeda" (com DRAM)                                | —                    | —                    | 51                   | —                    | —                    | —                    | —                    | —                    | —                    | —                    |                  | Humanz                                  |
| 2017 | "Ascension" (com Vince Staples)                       | 91                   | —                    | —                    | —                    | 89                   | —                    | —                    | —                    | —                    | —                    |                  | Humanz                                  |
| 2017 | "We Got the Power" (com Jehnny Beth e Noel Gallagher) | —                    | —                    | —                    | —                    | —                    | —                    | —                    | —                    | —                    | —                    |                  | Humanz                                  |
| 2017 | "Let Me Out" (com Pusha T e Mavis Staples)            | —                    | —                    | —                    | —                    | —                    | —                    | —                    | —                    | —                    | —                    |                  | Humanz                                  |
| 2017 | "The Apprentice" (com Rag'n'Bone Man e Zebra Katz)    | —                    | —                    | —                    | —                    | —                    | —                    | —                    | —                    | —                    | —                    |                  | Humanz                                  |
| 2017 | "Sleeping Powder"                                     | —                    | —                    | —                    | —                    | —                    | —                    | —                    | —                    | —                    | —                    |                  | Single sem álbum                        |
| 2017 | "Strobelite" (com Peven Everett)                      | —                    | —                    | 74                   | —                    | —                    | —                    | —                    | —                    | —                    | —                    |                  | Humanz                                  |
| 2017 | "Garage Palace" (com Little Simz)                     | —                    | —                    | —                    | —                    | —                    | —                    | —                    | —                    | —                    | —                    |                  | Humanz Super Deluxe                     |
| 2017 | "Andromeda" (DRAM Special) (com DRAM)                 | —                    | —                    | —                    | —                    | —                    | —                    | —                    | —                    | —                    | —                    |                  | Humanz Super Deluxe                     |
| 2018 | "Humility" (com George Benson)                        | 81                   | —                    | 49                   | —                    | 72                   | —                    | —                    | —                    | —                    | 85                   |                  | The Now Now                             |
| 2018 | "Lake Zurich"                                         | —                    | —                    | —                    | —                    | —                    | —                    | —                    | —                    | —                    | —                    |                  | The Now Now                             |
| 2018 | "Sorcererz"                                           | —                    | —                    | —                    | —                    | —                    | —                    | —                    | —                    | —                    | —                    |                  | The Now Now                             |
| 2018 | "Fire Flies"                                          | —                    | —                    | —                    | —                    | —                    | —                    | —                    | —                    | —                    | —                    |                  | The Now Now                             |
| 2018 | "Hollywood" (com Snoop Dogg e Jamie Principle)        | —                    | —                    | —                    | —                    | —                    | —                    | —                    | —                    | —                    | —                    |                  | The Now Now                             |
| 2018 | "Tranz"                                               | —                    | —                    | —                    | —                    | 91                   | —                    | —                    | —                    | —                    | —                    |                  | The Now Now                             |
| 2020 | "Momentary Bliss" (com Slowthai e Slaves)             | 58                   | —                    | 79                   | —                    | 74                   | —                    | —                    | —                    | —                    | —                    |                  | Song Machine, Season One: Strange Timez |
| 2020 | "Desolé" (com Fatoumata Diawara)                      | —                    | —                    | 84                   | —                    | —                    | —                    | —                    | —                    | —                    | —                    |                  | Song Machine, Season One: Strange Timez |
| 2020 | "Aries" (com Peter Hook e Georgia)                    | —                    | —                    | 92                   | —                    | —                    | —                    | —                    | —                    | —                    | —                    |                  | Song Machine, Season One: Strange Timez |
| 2020 | "How Far" (com Tony Allen e Skepta)                   | —                    | —                    | —                    | —                    | —                    | —                    | —                    | —                    | —                    | —                    |                  | Song Machine, Season One: Strange Timez |
| 2020 | "Friday 13th" (com Octavian)                          | —                    | —                    | —                    | —                    | —                    | —                    | —                    | —                    | —                    | —                    |                  | Song Machine, Season One: Strange Timez |
| 2020 | "PAC-MAN" (com Schoolboy Q)                           | —                    | —                    | —                    | —                    | —                    | —                    | —                    | —                    | —                    | —                    |                  | Song Machine, Season One: Strange Timez |
| 2020 | "Strange Timez" (com Robert Smith)                    | —                    | —                    | —                    | —                    | —                    | —                    | —                    | —                    | —                    | —                    |                  | Song Machine, Season One: Strange Timez |
| 2020 | "The Pink Phantom" (com Elton John e 6lack)           | —                    | —                    | —                    | —                    | —                    | —                    | —                    | —                    | —                    | —                    |                  | Song Machine, Season One: Strange Timez |
| 2020 | "The Valley of the Pagans" (com Beck)                 | —                    | —                    | —                    | —                    | —                    | —                    | —                    | —                    | —                    | —                    |                  | Song Machine, Season One: Strange Timez |
| 2022 | "Cracker Island" (com Thundercat)                     | 94                   | —                    | —                    | —                    | 97                   | —                    | —                    | —                    | —                    | —                    |                  | Cracker Island                          |
| 2022 | "New Gold" (com Tame Impala e Bootie Brown)           | 56                   | 44                   | —                    | —                    | 36                   | —                    | —                    | —                    | —                    | —                    | - NZ: Ouro       | Cracker Island                          |
| 2022 | "Baby Queen"                                          | —                    | —                    | —                    | —                    | —                    | —                    | —                    | —                    | —                    | —                    |                  | Cracker Island                          |
| 2023 | "Silent Running" (com Adeleye Omotayo)                | 97                   | —                    | —                    | —                    | —                    | —                    | —                    | —                    | —                    | —                    |                  | Cracker Island                          |

## Videoclipes
| Ano  | Título                                      | Diretor(es)                                         |
| ---- | ------------------------------------------- | --------------------------------------------------- |
| 2000 | "Tomorrow Comes Today"                      | Jamie Hewlett                                       |
| 2001 | "Clint Eastwood"                            | Jamie Hewlett, Pete Candeland                       |
| 2001 | "19-2000"                                   | Jamie Hewlett                                       |
| 2001 | "Rock the House"                            | Jamie Hewlett, Pete Candeland                       |
| 2002 | "19-2000 (Soulchild Remix)"                 | Jamie Hewlett                                       |
| 2002 | "Lil' Dub Chefin'"                          | Jamie Hewlett, Tim U, Mat Watkins                   |
| 2004 | "Rockit"                                    | Zombie Flesh Eaters Ltd.                            |
| 2005 | "Feel Good Inc."                            | Pete Candeland                                      |
| 2005 | "DARE"                                      | Jamie Hewlett, Pete Candeland                       |
| 2005 | "Dirty Harry"                               | Jamie Hewlett, Pete Candeland                       |
| 2006 | "El Mañana"                                 | Jamie Hewlett, Pete Candeland                       |
| 2010 | "Stylo"                                     | Jamie Hewlett                                       |
| 2010 | "On Melancholy Hill"                        | Jamie Hewlett                                       |
| 2010 | "Doncamatic"                                | Jamie Hewlett                                       |
| 2010 | "Phoner to Arizona"                         | Jamie Hewlett                                       |
| 2012 | "DoYaThing"                                 | Jamie Hewlett                                       |
| 2017 | "Hallelujah Money"                          | Jamie Hewlett, Giorgio Testi                        |
| 2017 | "Saturnz Barz"                              | Jamie Hewlett                                       |
| 2017 | "Sleeping Powder"                           | Jamie Hewlett                                       |
| 2017 | "Strobelite"                                | Raoul Skinbeck                                      |
| 2018 | "Humility"                                  | Jamie Hewlett, Tim McCourt, Max Taylor, Evan Silver |
| 2018 | "Humility (Superorganism Remix)"            | Robert Strange                                      |
| 2018 | "Tranz"                                     | Jamie Hewlett, Nicos Livesey                        |
| 2020 | "Momentary Bliss"                           | Jamie Hewlett, Tim McCourt, Max Taylor              |
| 2020 | "Désolé"                                    | Jamie Hewlett, Tim McCourt, Max Taylor              |
| 2020 | "Aries"                                     | Jamie Hewlett, Tim McCourt                          |
| 2020 | "Friday 13th"                               | Jamie Hewlett, Tim McCourt, Max Taylor              |
| 2020 | "PAC-MAN"                                   | Jamie Hewlett, Tim McCourt, Max Taylor              |
| 2020 | "Strange Timez"                             | Jamie Hewlett, Tim McCourt, Max Taylor              |
| 2020 | "Strange Timez (Robert Smith AURORA Remix)" | Jamie Hewlett, Tim McCourt, Max Taylor              |
| 2020 | "The Pink Phantom"                          | Jamie Hewlett, Tim McCourt, Max Taylor              |
| 2020 | "The Valley of the Pagans"                  | Jamie Hewlett, Tim McCourt, Max Taylor              |
| 2020 | "The Lost Chord"                            | Jamie Hewlett, Tim McCourt, Max Taylor              |
| 2022 | "Cracker Island"                            | Jamie Hewlett, Fx Goby                              |
| 2023 | "Silent Running"                            | Jamie Hewlett, Fx Goby                              |